# Cockta
«Cockta» — словенский безалкогольный газированный напиток. Рецептура включает плоды шиповника, 11 видов трав, карамель, диоксид углерода природного происхождения и другие ингредиенты. В отличие от многих аналогичных напитков не содержит кофеина и ортофосфорной кислоты. Название «Cockta» происходит от слова «коктейль» и подразумевает смешение многих составляющих. Первый зарегистрированный товарный знак словенского происхождения.

## История производства
В 1952 году директор государственной корпорации «Slovenija vino» Иван Деу (словен. Ivan Deu), вернувшись из поездки в США, выступил с идеей производства оригинального освежающего напитка, который мог бы конкурировать с зарубежными безалкогольными напитками (прежде всего с кока-колой, которая, впрочем, ещё официально не продавалась в Югославии). Инженер-химик Эмерик Зелинка (словен. Emerik Zelinka) создал напиток с оригинальным вкусом, достигавшимся смешением многих ингредиентов. Напиток был впервые представлен на рынке 8 марта 1953 года на соревнованиях по прыжкам с трамплина в Планице.
В первый год производства было продано 4 млн бутылок «Cockta», а уже к 1967 году 90 лицензированных производителей выпускали 75 млн бутылок ежегодно. Из Словении «Cockta» быстро распространилась по остальным республикам CФРЮ (в 1963 году был построен завод по розливу в Белграде), а затем стала поставляться и на экспорт, в том числе в капиталистические страны (например, Нидерланды). Но в 1968 году на югославском рынке появилась кока-кола, и к 1975 году продажи «Cockta» упали на три четверти. Тем не менее благодаря изменениям в регулировании экономики после принятия новой конституции СФРЮ 1974 года «Cockta» удалось уже к 1978 году достигнуть нового пика в 37 млн литров в год, хотя она всё больше становилась продуктом для внутреннего рынка.
В Польской Народной Республике выпускался напиток «Polo Cockta», известный в СССР и России по фильму «Кингсайз» (1987, режиссёр Ю. Махульский), рецептура которого была основана на «Cockta», причём объём продаж (до 80 млн бутылок) даже превышал этот показатель в Югославии. Выпуск напитка под брендом «Polo Cockta» возобновлён в Польше в 2015 году.
В 2000 году бренд «Cockta» был куплен пищевой компанией «Kolinska», известной сегодня как «Droga Kolinska d. d.». В 2010 году хорватская холдинговая компания «Atlantic Grupa d. d.» приобрела «Droga Kolinska». В 2019 году был выпущен новый вид «Cockta» — без сахара.

## Маркетинг
Первоначальный дизайн для бренда «Cockta» разработал студент-архитектор Сергей Павлин (словен. Sergej Pavlin): помимо самой ёмкости с напитком это были упаковка для бутылок, изображение на грузовиках, на которых осуществлялась доставка, и даже оформление костюмов спортсменов — участников соревнований, на которых «Cockta» была впервые представлена. Среди прочего Павлин придумал использовать в рекламе изображение белого медведя, пьющего напиток, — тогда эта идея была отвергнута, но через 40 лет похожий рисунок использовала The Coca-Cola Company. Ставший впоследствии знаменитым в Словении постер с изображением загорелой девушки с причёской «конский хвост» в жёлтом платье нарисовал художник Урош Вагайя (словен. Uroš Vagaja).
Уже первая рекламная кампания «Cockta» получилась масштабной и продуманной: место проведения соревнований в Планице было оформлено большими рекламными щитами с постером Вагайи, а сотрудницы «Slovenija vino» в фирменных комбинезонах раздавали бутылки с напитком зрителям на всём пути от железнодорожного вокзала до самого трамплина. После успеха в Планице «Slovenija vino» усилила продвижение «Cockta», которая рекламировалась как напиток для детей и молодёжи; кроме того, рекомендовалось смешивать её с алкогольными напитками, такими как вино, пиво, вермут и ром. «Cockta» повсеместно продавалась в барах, отелях, ресторанах, кафе, спортивных клубах, фабричных столовых, кондитерских и магазинах, торгующих молочными продуктами. В конце 1950-х годов спичечная фабрика в Долаце (Босния и Герцеговина) создала серию спичечных коробков с остроумными сюжетами, связанными с «Cockta», в которых предлагалось пить её в любой ситуации и в любое время года. В 1974 году производитель перешёл на использование бутылки европейского стандарта (0,25 л). В 1988 году появилась «баночная» версия «Cockta».
«Cockta» неизменно присутствует на всех крупных спортивных мероприятиях в Словении. «Лицами» бренда в начале 2000-х годов были футболисты Сречко Катанец и Златко Захович.

### Рекламные слоганы
- 1980-е — Pijača vaše in naše mladosti («Напиток вашей и нашей молодости»)
- 1983 — Še vedno najboljša («Всё ещё лучшая»)
- 2001 — Prve ne pozabiš nikoli («Первую/первого не забудешь никогда»)
- 2002 — Cockte pogrešam («Я скучаю по Cockta», созвучно с «Как я скучаю по тебе»)
- 2005 — Ješ MaxCards, Spiš MaxCards, Piješ Cockto! («Ешь с MaxCards, спи с MaxCards, пей „Cockta“!»)
- 2000-е — Brez kofeina — brez kisline — brez heca! («Без кофеина — без кислоты — без шуток!»)
- 2012 — Osveži življenje («Освежи (свою) жизнь»)
- 2018 — Cockta za vedno («Cockta навсегда»)